# Hertford College

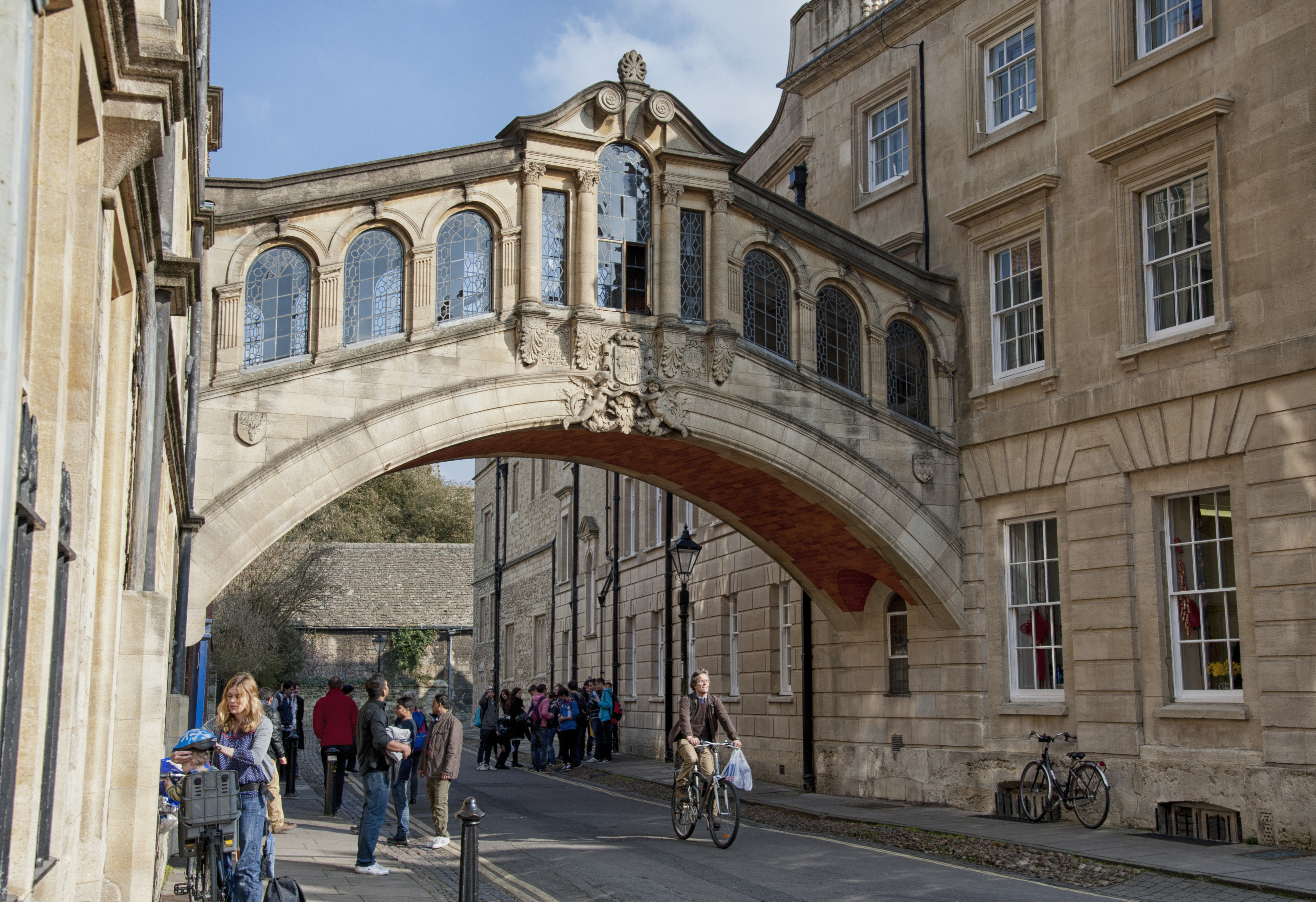
Bridge of Sighs, "suckarnas bro", sammanbinder collegets byggnader norr och söder om New College Lane. Bron uppfördes 1914 i venetiansk nybarockstil och är en av Oxfords mest kända sevärdheter.

Hertford College [ˈhɑːtfʊd ˈkɒlɪdʒ] är ett college vid Oxfords universitet i centrala Oxford, England, beläget vid Catte Street mittemot Bodleianska biblioteket. Det är ett av de äldsta och mest anrika.
Collegets historia började 1282, då ett boende för studenter vid Oxfords universitet, Hart Hall, köptes in av Elias de Hertford. I anslutning till Hart Hall grundades även Magdalen Hall 1448. 1740 grundade Richard Newton Hertford College vid Hart Hall som ett självstyrande college, som dock på grund av finansiella problem och lärarbrist stängdes 1816. Magdalen Hall kom att växa under 1800-talet och 1874 bildades ett nytt college vid Magdalen Hall under samma namn, Hertford College.
Bland kända alumner från Hart Hall, Magdalen Hall och Hertford College finns poeten John Donne, filosofen Thomas Hobbes, författaren Jonathan Swift, reformatorn William Tyndale och författaren Evelyn Waugh.
Inom litteraturen är colleget känt som plats för delar av handlingen i Evelyn Waughs roman En förlorad värld, som även blivit TV-serie och film.